# KOI-889
KOI-889 — звезда, которая находится в созвездии Лира на расстоянии около 3718 световых лет от нас. Вокруг звезды обращается, как минимум, одна планета.

## Характеристики
KOI-889 представляет собой звезду 15 видимой звёздной величины; впервые упоминается в каталоге 2MASS, изданном в 2003 году под наименованием 2MASS J19243302+3634385. В данный момент распространено наименование «KOI-889», данное командой астрономов из проекта «Кеплер» принадлежит к классу жёлтых карликов и во многом напоминает наше Солнце. Масса и радиус звезды равны 88% солнечных. Возраст звезды оценивается приблизительно в 6 миллиардов лет.

## Планетная система
В 2013 году было объявлено об открытии планеты KOI-889 b в системе. Это горячий газовый гигант, обращающийся очень близко к родительской звезде. По размерам он сравним с Юпитером, однако по массе он превосходит Юпитер почти в 10 раз, что говорит о чрезвычайно массивном ядре планеты. Открытие было совершено транзитным методом.
| Планета | Масса (MJ) | Радиус (RJ) | Период обращения (дней) | Большая полуось орбиты(а. е.) | Эксцентриситет орбиты |
| ------- | ---------- | ----------- | ----------------------- | ----------------------------- | --------------------- |
| b       | 9,9±0,5    | 1,03±0,06   | 8,88492                 | 0,08±0,05                     | 0,569±0,01            |